# Juan de Dios Izquierdo Collado
Juan de Dios Izquierdo Collado (Deleitosa, província de Càceres, 29 d'octubre de 1947) és un professor d'universitat i polític socialista espanyol. El 1973 es llicencià en filosofia a la Universitat Complutense de Madrid, en la que es doctorà el 1980. El 1976 obtingué la plaça de professor ajudant de sociologia a la UNED, plaça de la qual esdevingué titular el 1984.
Alhora milità al PSOE de la província d'Albacete i en fou vocal a l'Executiva Regional de Castella-la Manxa. Fou elegit diputat del PSOE per la província d'Albacete a les eleccions generals espanyoles de 1986, 1989 i 1993, i fou vocal de la Comissió Constitucional del Congrés dels Diputats. També fou nomenat senador designat per la comunitat autònoma de Castella-la Manxa.
El 1994 dimití del seu escó al Congrés quan fou elegit diputat a les eleccions al Parlament Europeu de 1994 i 1999. Fou membre de diverses comissions del Parlament Europeu. El 2004 no es presentà a la reelecció i fou nomenat professor de Sociologia Industrial en Ciències Polítiques i Sociologia a la UNED.

## Obres
- Juan de Dios Izquierdo Collado; Rubén Darío Torres Kumbrián; Laura Martínez Estado de bienestar y trabajo social.  Ediciones Académicas, 2011. ISBN 978-84-92477-55-5.
- Juan de Dios Izquierdo Collado. Cooperación al desarrollo y trabajo social.  Ediciones Académicas, 2007. ISBN 978-84-96062-84-9.
- —. Max Weber: precedentes y claves metodológicas.  Universidad de Castilla-La Mancha, 1991. ISBN 84-7729-098-9.
- —. Las elecciones de la transición en Castilla-La Mancha. 1.  Albacete: Instituto de Estudios Albacetenses, 1984. ISBN 84-505-0028-1.
- —. Albacete, la universidad de la Mancha y el tema regional: (Estudio sociológico).  Albacete: Instituto de Estudios Albacetenses, 1978. ISBN 84-600-1218-2.